# Ейрпорт-Роуд-Еддішен (Техас)
Ейрпорт-Роуд-Еддішен (англ. Airport Road Addition) — переписна місцевість (CDP) в США, в окрузі Брукс штату Техас. Населення — 96 осіб (2020).

## Географія
Ейрпорт-Роуд-Еддішен розташований за координатами 27°13′8″ пн. ш. 98°5′53″ зх. д. / 27.21889° пн. ш. 98.09806° зх. д. (27.218988, -98.098093).  За даними Бюро перепису населення США в 2010 році переписна місцевість мала площу 5,48 км², уся площа — суходіл.

## Демографія
Згідно з переписом 2010 року, у переписній місцевості мешкали 93 особи в 35 домогосподарствах у складі 31 родини. Густота населення становила 17 осіб/км².  Було 42 помешкання (8/км²).
Расовий склад населення:
| - 77,4 % — білих - 22,6 % — осіб інших рас |

До двох чи більше рас належало 0,0 %. Частка іспаномовних становила 88,2 % від усіх жителів.
За віковим діапазоном населення розподілялося таким чином: 21,5 % — особи молодші 18 років, 57,0 % — особи у віці 18—64 років, 21,5 % — особи у віці 65 років та старші. Медіана віку мешканця становила 44,5 року. На 100 осіб жіночої статі у переписній місцевості припадало 97,9 чоловіків;  на 100 жінок у віці від 18 років та старших — 87,2 чоловіків також старших 18 років.
Середній дохід на одне домашнє господарство  становив 62 664 долари США (медіана — 77 667), а середній дохід на одну сім'ю — 62 664 долари (медіана — 77 667). За межею бідності перебувало 37,8 % осіб, у тому числі 71,4 % дітей у віці до 18 років та 0,0 % осіб у віці 65 років та старших.
Цивільне працевлаштоване населення становило 34 особи. Основні галузі зайнятості: освіта, охорона здоров'я та соціальна допомога — 100,0 %.